# Porocottus mednius
Porocottus mednius är en fiskart som först beskrevs av Bean, 1898.  Porocottus mednius ingår i släktet Porocottus och familjen simpor. Inga underarter finns listade i Catalogue of Life.